# Bishopanthus
Bishopanthus là một chi thực vật có hoa trong họ Cúc (Asteraceae).

## Loài
Chi Bishopanthus gồm các loài: